# Els Callens
Pour les articles homonymes, voir Callens.
Els Callens (née le 20 août 1970 à Anvers, plus exactement à Wilrijk) est une joueuse de tennis belge. Professionnelle de 1990 à 2005, elle a gagné dix titres en double dames sur le circuit WTA et a également décroché la médaille de bronze en double dames lors des Jeux olympiques de Sydney en 2000 avec Dominique Monami.
En 2001, elle a remporté la Fed Cup aux côtés de Laurence Courtois, Kim Clijsters et Justine Henin.
Bien qu'elle n'ait gagné aucun titre en simple, Callens a remporté 11 tournois ITF.

## Biographie
Els Callens commence à jouer au tennis vers ses 12 ans et suit des cours au tennis club de Brandt, « je combinais les cours au Brandt l'été et à ter Eycken l'hiver », dit elle. Elle débourse 15 000 franc belges pour pouvoir profiter d'un package de la VTV (Vlaamse Tennis Vereniging) qui comprenait des cours et une assistance mais n'a jamais intégré le centre de tennis-études. Ses parents ont toujours voulu que Callens privilégie ses études, le tennis étant considéré comme un loisir. Elle a été dirigée par le Sud-Africain Francis Rawstorne puis a eu pour autre entraineur Yves Stevens, Gabriel Gonzalez et Luc Van Damme. Jos Geerink commença à travailler avec elle en 1997.

### Carrière
Son premier tournoi à l'étranger est le 10 000 dollars de Reims où elle passe trois tours de qualification. Callens obtient ses premiers points à la WTA lors du tournoi de Bruxelles doté de 100 000 dollars. En février 1990, elle s'impose au tournoi ITF Manchester de 10 000 dollars. Elle enchaine ensuite avec le tournoi de Swindon où elle passe les qualifications mais perd contre la première tête de série. Grâce à ce parcours satisfaisant, Callens obtient son premier classement WTA et occupe la 528e place après seulement six mois d'entrainement intensif. Par la suite, elle s'impose au tournoi ITF de Cascais au Portugal toujours en 1990.
En juin 1991, Callens alors classée 299e mondiale, intègre le tableau final de Wimbledon après être sortie des qualifications. Au premier tour, elle bat la Néerlandaise Noëlle van Lottum puis s'incline au deuxième tour face à Wiltrud Probst. Cette même année, elle remporte les tournois ITF de Swindon (Grande-Bretagne), Croydon (Grande-Bretagne) et Bergen (Norvège),.
Son meilleur parcours en Grand Chelem reste un troisième tour à l'US Open en 1996 ainsi qu'un troisième tour à l'Australian Open en 2000 où elle perd face à Elena Likhovtseva. Callens a joué une finale dans un tournoi WTA au tournoi de Québec en 1996 mais a été battue par l'Américaine Lisa Raymond.
Elle a également gagné d'autres tournois ITF tels que Moulins (1992), Poitiers (1993), Brest (1994), Southampton (1999), Bolton (2001) et Minneapolis (2002).
Callens, meilleure joueuse en double, a remporté dix titres au cours de sa carrière. Elle joue d'abord avec la Française Julie Halard puis s'associe à sa compatriote Dominique Monami avec qui elle gagne l'Open de Los Angeles en 2000, atteint les demi-finales de l'US Open et des Masters et décrochera la médaille de bronze aux Jeux olympiques de Sydney.
Callens met fin à sa carrière en simple en 2005. Elle dispute son dernier match lors du deuxième tour du Tournoi de Hasselt qui la voit perdre en deux sets face à l'Allemande Julia Schruff. Le 29 décembre 2010, Het Nieuwsblad rapporte qu'elle et sa compatriote Nancy Feber ont décidé de revenir sur le circuit WTA en double pour l'année 2011 dans des tournois ITF. Elles ont effectué leur retour dans deux petits tournois dont l'Iris Ladies Trophy de Ganshoren où elles ont atteint la finale en juillet 2011.
Le 23 février 2012, elle a inauguré son école de tennis au Royal Antwerp Tennis Club. Depuis l'arrêt de sa carrière, elle est également devenue consultante pour la VRT lors des tournois du Grand Chelem.

## Palmarès

### Titre en simple dames
Aucun

### Finales en simple dames
| No | Date       | Nom et lieu du tournoi | Catégorie | Dotation  | Surface         | Vainqueure   | Score    |          |
| -- | ---------- | ---------------------- | --------- | --------- | --------------- | ------------ | -------- | -------- |
| 1  | 21-10-1996 | Challenge Bell, Québec | Tier III  | 164 250 $ | Moquette (int.) | Lisa Raymond | 6-4, 6-4 | Parcours |

### Titres en double dames
| No | Date       | Nom et lieu du tournoi         | Catégorie | Dotation    | Surface         | Partenaire             | Finalistes                         | Score         |          |
| -- | ---------- | ------------------------------ | --------- | ----------- | --------------- | ---------------------- | ---------------------------------- | ------------- | -------- |
| 1  | 01-01-1996 | Amway Classic Auckland         | Tier IV   | 107 500 $   | Dur (ext.)      | Julie Halard           | Jill Hetherington Kristine Radford | 6-1, 6-0      | Parcours |
| 2  | 08-06-1998 | DFS Classic Birmingham         | Tier III  | 164 250 $   | Gazon (ext.)    | Julie Halard           | Lisa Raymond Rennae Stubbs         | 2-6, 6-4, 6-4 | Parcours |
| 3  | 16-11-1998 | Volvo Women’s Open Pattaya     | Tier IV   | 107 500 $   | Dur (ext.)      | Julie Halard           | Rika Hiraki Aleksandra Olsza       | 3-6, 6-2, 6-2 | Parcours |
| 4  | 07-08-2000 | estyle.com Classic Los Angeles | Tier II   | 535 000 $   | Dur (ext.)      | Dominique Monami       | Kimberly Po Anne-Gaëlle Sidot      | 6-2, 7-5      | Parcours |
| 5  | 07-05-2001 | Eurocard German Open Berlin    | Tier I    | 1 185 000 $ | Terre (ext.)    | Meghann Shaughnessy    | Cara Black Elena Likhovtseva       | 6-4, 6-3      | Parcours |
| 6  | 13-05-2001 | TennisCup Vlaanderen Anvers    | Tier V    | 110 000 $   | Terre (ext.)    | Virginia Ruano Pascual | Kristie Boogert Miriam Oremans     | 6-3, 3-6, 6-4 | Parcours |
| 7  | 10-06-2002 | DFS Classic Birmingham         | Tier III  | 170 000 $   | Gazon (ext.)    | Shinobu Asagoe         | Kimberly Po Nathalie Tauziat       | 6-4, 6-3      | Parcours |
| 8  | 09-06-2003 | DFS Classic Birmingham         | Tier III  | 170 000 $   | Gazon (ext.)    | Meilen Tu              | Alicia Molik Martina Navrátilová   | 7-5, 6-4      | Parcours |
| 9  | 16-02-2004 | Proximus Diamond Games Anvers  | Tier II   | 585 000 $   | Moquette (int.) | Cara Black             | Myriam Casanova Eléni Daniilídou   | 6-2, 6-1      | Parcours |
| 10 | 14-02-2005 | Proximus Diamond Games Anvers  | Tier II   | 585 000 $   | Moquette (int.) | Cara Black             | Anabel Medina Dinara Safina        | 3-6, 6-4, 6-4 | Parcours |

### Finales en double dames
| No | Date       | Nom et lieu du tournoi                  | Catégorie | Dotation    | Surface         | Vainqueures                           | Partenaire          | Score          |          |
| -- | ---------- | --------------------------------------- | --------- | ----------- | --------------- | ------------------------------------- | ------------------- | -------------- | -------- |
| 1  | 13-05-1996 | Rover Championships Cardiff             | Tier IV   | 107 500 $   | Terre (ext.)    | Katrina Adams Mariaan de Swardt       | Laurence Courtois   | 6-0, 6-4       | Parcours |
| 2  | 30-10-2000 | Challenge Bell Québec                   | Tier III  | 170 000 $   | Moquette (int.) | Nicole Pratt Meghann Shaughnessy      | Kimberly Po         | 6-3, 6-4       | Parcours |
| 3  | 10-09-2001 | Big Island Championships Waikoloa       | Tier IV   | 140 000 $   | Dur (ext.)      | Tina Križan Katarina Srebotnik        | Nicole Pratt        | 6-2, 6-3       | Parcours |
| 4  | 22-10-2001 | Generali Ladies Linz                    | Tier II   | 565 000 $   | Moquette (int.) | Jelena Dokić Nadia Petrova            | Chanda Rubin        | 6-1, 6-4       | Parcours |
| 5  | 28-01-2002 | Toray Pan Pacific Open Tokyo            | Tier I    | 1 224 000 $ | Moquette (int.) | Lisa Raymond Rennae Stubbs            | Roberta Vinci       | 6-1, 6-1       | Parcours |
| 6  | 01-04-2002 | Sarasota Open Sarasota                  | Tier IV   | 140 000 $   | Terre (ext.)    | Jelena Dokić Elena Likhovtseva        | Conchita Martínez   | 6-75, 6-3, 6-3 | Parcours |
| 7  | 04-08-2003 | JPMorgan Chase Open by Audi Los Angeles | Tier II   | 635 000 $   | Dur (ext.)      | Mary Pierce Rennae Stubbs             | Elena Bovina        | 6-3, 6-3       | Parcours |
| 8  | 27-10-2003 | Challenge Bell Québec                   | Tier III  | 170 000 $   | Moquette (int.) | Li Ting Sun Tiantian                  | Meilen Tu           | 6-3, 6-3       | Parcours |
| 9  | 12-01-2004 | Moorilla International Hobart           | Tier V    | 110 000 $   | Dur (ext.)      | Shinobu Asagoe Seiko Okamoto          | Barbara Schett      | 2-6, 6-4, 6-3  | Parcours |
| 10 | 05-04-2004 | GP Princesse Lalla Meryem Casablanca    | Tier V    | 110 000 $   | Terre (ext.)    | Marion Bartoli Émilie Loit            | Katarina Srebotnik  | 6-4, 6-2       | Parcours |
| 11 | 09-08-2004 | Odlum Brown Women’s Open Vancouver      | Tier V    | 110 000 $   | Dur (ext.)      | Bethanie Mattek Abigail Spears        | Anna-Lena Grönefeld | 6-3, 6-3       | Parcours |
| 12 | 01-11-2004 | Challenge Bell Québec                   | Tier III  | 170 000 $   | Moquette (int.) | Carly Gullickson María Emilia Salerni | Samantha Stosur     | 7-5, 7-5       | Parcours |

## Parcours en Grand Chelem

### En simple dames
| Année | Open d'Australie | Open d'Australie   | Internationaux de France | Internationaux de France | Wimbledon       | Wimbledon         | US Open         | US Open           |
| ----- | ---------------- | ------------------ | ------------------------ | ------------------------ | --------------- | ----------------- | --------------- | ----------------- |
| 1991  | -                | -                  | -                        | -                        | 2e tour (1/32)  | Wiltrud Probst    | -               | -                 |
| 1995  | 1er tour (1/64)  | Mary Joe Fernández | 2e tour (1/32)           | Kyoko Nagatsuka          | -               | -                 | 1er tour (1/64) | Naoko Kijimuta    |
| 1996  | 1er tour (1/64)  | Sandra Cacic       | 1er tour (1/64)          | Conchita Martínez        | 1er tour (1/64) | Elena Likhovtseva | 3e tour (1/16)  | Rita Grande       |
| 1997  | 1er tour (1/64)  | Gigi Fernández     | 1er tour (1/64)          | Andrea Glass             | 2e tour (1/32)  | Florencia Labat   | 1er tour (1/64) | Flora Perfetti    |
| 1998  | 1er tour (1/64)  | Corina Morariu     | 2e tour (1/32)           | Dominique Monami         | 1er tour (1/64) | Lori McNeil       | -               | -                 |
| 1999  | 2e tour (1/32)   | Sandrine Testud    | 2e tour (1/32)           | Anna Smashnova           | 1er tour (1/64) | Amélie Cocheteux  | 1er tour (1/64) | Magüi Serna       |
| 2000  | 3e tour (1/16)   | Elena Likhovtseva  | 2e tour (1/32)           | Natasha Zvereva          | 2e tour (1/32)  | Monica Seles      | 2e tour (1/32)  | Elena Likhovtseva |
| 2001  | 2e tour (1/32)   | Martina Hingis     | -                        | -                        | -               | -                 | -               | -                 |
| 2002  | -                | -                  | -                        | -                        | 3e tour (1/16)  | Serena Williams   | 2e tour (1/32)  | Silvia Farina     |
| 2003  | 2e tour (1/32)   | Serena Williams    | 1er tour (1/64)          | Ľudmila Cervanová        | 2e tour (1/32)  | Serena Williams   | 1er tour (1/64) | Lindsay Davenport |
| 2004  | 1er tour (1/64)  | Cara Black         | 1er tour (1/64)          | Barbora Strýcová         | 2e tour (1/32)  | Paola Suárez      | 2e tour (1/32)  | Vera Zvonareva    |
| 2005  | -                | -                  | -                        | -                        | 1er tour (1/64) | Maria Kirilenko   | -               | -                 |

À droite du résultat, l’ultime adversaire.

### En double dames
| Année | Open d'Australie              | Open d'Australie            | Internationaux de France      | Internationaux de France    | Wimbledon                   | Wimbledon                     | US Open                       | US Open                  |
| ----- | ----------------------------- | --------------------------- | ----------------------------- | --------------------------- | --------------------------- | ----------------------------- | ----------------------------- | ------------------------ |
| 1995  | -                             | -                           | 1er tour (1/32) D. Scott      | E. Makarova E. Maniokova    | 2e tour (1/16) R. McQuillan | Jana Novotná A. Sánchez       | 1er tour (1/32) Tina Križan   | B. Schultz Rennae Stubbs |
| 1996  | 3e tour (1/8) Julie Halard    | M. McGrath L. Neiland       | 1er tour (1/32) L. Courtois   | Park Sung-hee Wang Shi-Ting | 1er tour (1/32) L. Courtois | Katrina Adams M. de Swardt    | -                             | -                        |
| 1997  | 2e tour (1/16) G. Helgeson    | L. Neiland Helena Suková    | 3e tour (1/8) G. Helgeson     | MJ Fernández Lisa Raymond   | 1/4 de finale G. Helgeson   | L. Neiland Helena Suková      | 1er tour (1/32) G. Helgeson   | L. Neiland Helena Suková |
| 1998  | 1er tour (1/32) L. Courtois   | C. Cristea Ann Grossman     | 1er tour (1/32) G. Helgeson   | Silvia Farina K. Habšudová  | 1/4 de finale Julie Halard  | M. Hingis Jana Novotná        | 1er tour (1/32) K. Boogert    | B. Schett P. Schnyder    |
| 1999  | 3e tour (1/8) Julie Halard    | F. Labat D. Monami          | 1/4 de finale Rita Grande     | S. Williams V. Williams     | 2e tour (1/16) Julie Halard | Amy Frazier K. Schlukebir     | 1er tour (1/32) Debbie Graham | A. Coetzer Gorrochategui |
| 2000  | 1/4 de finale D. Monami       | A. Kournikova B. Schett     | 2e tour (1/16) D. Monami      | Anke Huber B. Schett        | 3e tour (1/8) D. Monami     | Lisa Raymond Rennae Stubbs    | 1/2 finale D. Monami          | Julie Halard Ai Sugiyama |
| 2001  | 2e tour (1/16) A. Sidot       | S. Williams V. Williams     | 3e tour (1/8) Shaughnessy     | S. Testud Roberta Vinci     | 1er tour (1/32) Shaughnessy | Bianka Lamade P. Schnyder     | 1/4 de finale Chanda Rubin    | Kimberly Po N. Tauziat   |
| 2002  | 3e tour (1/8) Nicole Pratt    | Dája Bedáňová K. Hrdličková | 1er tour (1/32) Chanda Rubin  | Nicole Arendt Liezel Huber  | 3e tour (1/8) Shaughnessy   | V. Ruano Paola Suárez         | 1er tour (1/32) Roberta Vinci | C. Dhenin Maja Matevžič  |
| 2003  | 1er tour (1/32) Rika Fujiwara | B. Rittner María Vento      | 2e tour (1/16) Meilen Tu      | E. Daniilídou Rita Grande   | 2e tour (1/16) Meilen Tu    | E. Dementieva Krasnoroutskaïa | 3e tour (1/8) Meilen Tu       | V. Ruano Paola Suárez    |
| 2004  | 1er tour (1/32) D. Hantuchová | J. Husárová Dinara Safina   | 2e tour (1/16) Meilen Tu      | D. Chládková E. Dementieva  | 3e tour (1/8) Petra Mandula | Nadia Petrova Shaughnessy     | 1er tour (1/32) Petra Mandula | Jill Craybas Weingärtner |
| 2005  | 1er tour (1/32) Lisa McShea   | Gisela Dulko María Vento    | 1er tour (1/32) E. Daniilídou | Nadia Petrova Shaughnessy   | 3e tour (1/8) E. Gagliardi  | V. Dushevina Shahar Peer      | 1er tour (1/32) M. Santangelo | Ahsha Rolle Neha Uberoi  |

Sous le résultat, la partenaire ; à droite, l’ultime équipe adverse.

### En double mixte
| Année | Open d'Australie              | Open d'Australie            | Internationaux de France      | Internationaux de France | Wimbledon                     | Wimbledon                   | US Open                      | US Open                   |
| ----- | ----------------------------- | --------------------------- | ----------------------------- | ------------------------ | ----------------------------- | --------------------------- | ---------------------------- | ------------------------- |
| 1995  | -                             | -                           | -                             | -                        | 2e tour (1/16) S. Noteboom    | Navrátilová J. Stark        | -                            | -                         |
| 1996  | 2e tour (1/8) Piet Norval     | Helena Suková E. Ferreira   | 3e tour (1/8) Menno Oosting   | K. Boogert A. Olhovskiy  | 2e tour (1/16) Menno Oosting  | Mary Pierce Pat Cash        | 2e tour (1/8) Tom Kempers    | Caroline Vis Byron Talbot |
| 1997  | -                             | -                           | -                             | -                        | -                             | -                           | 2e tour (1/8) Piet Norval    | G. Fernández E. Ferreira  |
| 1998  | -                             | -                           | -                             | -                        | 1er tour (1/32) Byron Talbot  | Caroline Vis Paul Haarhuis  | -                            | -                         |
| 1999  | 1/4 de finale Chris Haggard   | S. Williams Max Mirnyi      | -                             | -                        | 1er tour (1/32) Chris Haggard | S. Testud Pavel Vízner      | -                            | -                         |
| 2000  | -                             | -                           | 3e tour (1/8) Chris Haggard   | Ai Sugiyama J. de Jager  | 1er tour (1/32) Chris Haggard | Rika Hiraki Devin Bowen     | -                            | -                         |
| 2001  | 1/4 de finale Chris Haggard   | Shaughnessy Robbie Koenig   | 2e tour (1/8) Chris Haggard   | V. Ruano T. Carbonell    | 2e tour (1/16) Chris Haggard  | Jelena Dokić Jeff Tarango   | 1er tour (1/16) Tom Vanhoudt | Lisa Raymond Leander Paes |
| 2002  | 1er tour (1/16) D. Johnson    | M. Oremans Leander Paes     | 1er tour (1/16) E. Ferreira   | N. Dechy M. Llodra       | 1/2 finale Robbie Koenig      | D. Hantuchová Kevin Ullyett | 1/2 finale Robbie Koenig     | K. Srebotnik Bob Bryan    |
| 2003  | 1/4 de finale Robbie Koenig   | E. Daniilídou T. Woodbridge | 1er tour (1/16) Robbie Koenig | Petra Mandula G. Oliver  | 3e tour (1/8) Robbie Koenig   | S. Kuznetsova T. Woodbridge | 1er tour (1/16) Gastón Etlis | K. Srebotnik Bob Bryan    |
| 2004  | 1er tour (1/16) Robbie Koenig | E. Dementieva S. Sargsian   | 2e tour (1/8) S. Prieto       | Petra Mandula Andy Ram   | 3e tour (1/8) Robbie Koenig   | B. Strýcová David Rikl      | 2e tour (1/8) Martin Damm    | Navrátilová Leander Paes  |
| 2005  | 2e tour (1/8) Martin Damm     | T. Musgrave Wayne Arthurs   | -                             | -                        | 2e tour (1/16) Todd Perry     | V. Williams Mark Knowles    | -                            | -                         |

Sous le résultat, le partenaire ; à droite, l’ultime équipe adverse.

## Parcours aux Masters

### En double dames
| # | Date       | Nom de l'édition             | ($)       | Surface         | Résultat   | Partenaire       | Ultimes adversaires           | Score    |          |
| - | ---------- | ---------------------------- | --------- | --------------- | ---------- | ---------------- | ----------------------------- | -------- | -------- |
| 1 | 13/11/2000 | Chase Championships New York | 2 000 000 | Moquette (int.) | 1/2 finale | Dominique Monami | Nicole Arendt Manon Bollegraf | 7-5, 6-3 | Parcours |

## Parcours aux Jeux olympiques

### En simple dames
| # | Date       | Nom de l'olympiade   | Surface    | Résultat       | Ultime adversaire | Score    |          |
| - | ---------- | -------------------- | ---------- | -------------- | ----------------- | -------- | -------- |
| 1 | 19/09/2000 | Olympic Games Sydney | Dur (ext.) | 2e tour (1/16) | Fabiola Zuluaga   | 6-3, 6-2 | Parcours |

### En double dames
| # | Date       | Nom de l'olympiade   | Surface    | Résultat | Partenaire       | Ultimes adversaires                  | Score         |          |
| - | ---------- | -------------------- | ---------- | -------- | ---------------- | ------------------------------------ | ------------- | -------- |
| 1 | 19/09/2000 | Olympic Games Sydney | Dur (ext.) | Bronze   | Dominique Monami | Olga Barabanschikova Natasha Zvereva | 4-6, 6-4, 6-1 | Parcours |

## Parcours en Fed Cup
| #                                                                      | Date       | Lieu                 | Surface         | Gagnante(s)                      | Perdante(s)                           | Score          |          |
|                                                                        |            |                      |                 |                                  |                                       |                |          |
| 1997 - 1/4 de finale (groupe mondial) - Belgique - Espagne - 5 : 0     |            |                      |                 |                                  |                                       |                |          |
| 1                                                                      | 01/03/1997 | Sprimont             | Dur (int.)      | Els Callens                      | Arantxa Sánchez                       | 6-3, 7-64      | Parcours |
| 1                                                                      | 01/03/1997 | Sprimont             | Dur (int.)      | Els Callens                      | Magüi Serna                           | 6-1, 6-3       | Parcours |
| 1                                                                      | 01/03/1997 | Sprimont             | Dur (int.)      | Els Callens Nancy Feber          | Gala León García Virginia Ruano       | 5-7, 6-2, 6-2  | Parcours |
|                                                                        |            |                      |                 |                                  |                                       |                |          |
| 1997 - 1/2 finale (groupe mondial) - France - Belgique - 3 : 2         |            |                      |                 |                                  |                                       |                |          |
| 2                                                                      | 12/07/1997 | Nice                 | Terre (ext.)    | Alexandra Fusai Nathalie Tauziat | Els Callens Dominique Monami          | 3-6, 6-2, 7-5  | Parcours |
|                                                                        |            |                      |                 |                                  |                                       |                |          |
| 1998 - 1/4 de finale (groupe mondial) - Belgique - France - 2 : 3      |            |                      |                 |                                  |                                       |                |          |
| 3                                                                      | 18/04/1998 | Gand                 | Dur (int.)      | Alexandra Fusai Nathalie Tauziat | Els Callens Laurence Courtois         | 6-4, 6-0       | Parcours |
|                                                                        |            |                      |                 |                                  |                                       |                |          |
| 1998 - Barrage (groupe mondial I) - Slovaquie - Belgique - 4 : 1       |            |                      |                 |                                  |                                       |                |          |
| 4                                                                      | 25/07/1998 | Bratislava           | Terre (ext.)    | Els Callens Dominique Monami     | Janette Husárová Katarína Studeníková | 7-5, 6-1       | Parcours |
|                                                                        |            |                      |                 |                                  |                                       |                |          |
| 1999 - 1/4 de finale (groupe mondial II) - Pays-Bas - Belgique - 0 : 5 |            |                      |                 |                                  |                                       |                |          |
| 5                                                                      | 17/04/1999 | Bois-le-Duc          | Moquette (int.) | Els Callens                      | Miriam Oremans                        | 6-1, 7-66      | Parcours |
| 5                                                                      | 17/04/1999 | Bois-le-Duc          | Moquette (int.) | Sabine Appelmans Els Callens     | Amanda Hopmans Miriam Oremans         | 2-6, 6-3, 6-4  | Parcours |
|                                                                        |            |                      |                 |                                  |                                       |                |          |
| 2000 - Round robin (groupe mondial) - Australie - Belgique - 1 : 2     |            |                      |                 |                                  |                                       |                |          |
| 6                                                                      | 27/04/2000 | Moscou               | Moquette (int.) | Els Callens Laurence Courtois    | Alicia Molik Rennae Stubbs            | 1-6, 6-0, 10-8 | Parcours |
|                                                                        |            |                      |                 |                                  |                                       |                |          |
| 2000 - Round robin (groupe mondial) - Belgique - France - 2 : 1        |            |                      |                 |                                  |                                       |                |          |
| 7                                                                      | 29/04/2000 | Moscou               | Moquette (int.) | Els Callens                      | Julie Halard                          | 3-6, 6-4, 6-2  | Parcours |
| 7                                                                      | 29/04/2000 | Moscou               | Moquette (int.) | Julie Halard Nathalie Tauziat    | Els Callens Laurence Courtois         | 7-5, 3-6, 6-3  | Parcours |
|                                                                        |            |                      |                 |                                  |                                       |                |          |
| 2000 - Round robin (groupe mondial) - Russie - Belgique - 1 : 2        |            |                      |                 |                                  |                                       |                |          |
| 8                                                                      | 30/04/2000 | Moscou               | Moquette (int.) | Els Callens Laurence Courtois    | Anna Kournikova Elena Likhovtseva     | 6-4, 6-3       | Parcours |
|                                                                        |            |                      |                 |                                  |                                       |                |          |
| 2000 - 1/2 finale (groupe mondial) - États-Unis - Belgique - 2 : 1     |            |                      |                 |                                  |                                       |                |          |
| 9                                                                      | 22/11/2000 | Las Vegas            | Moquette (int.) | Els Callens Dominique Monami     | Jennifer Capriati Lisa Raymond        | 6-3, 7-5       | Parcours |
|                                                                        |            |                      |                 |                                  |                                       |                |          |
| 2001 - Round robin (groupe mondial) - Belgique - Allemagne - 3 : 0     |            |                      |                 |                                  |                                       |                |          |
| 10                                                                     | 07/11/2001 | Madrid               | Terre (int.)    | Els Callens Laurence Courtois    | Bianka Lamade Barbara Rittner         | 6-4, 6-75, 6-1 | Parcours |
|                                                                        |            |                      |                 |                                  |                                       |                |          |
| 2001 - Round robin (groupe mondial) - Belgique - Australie - 3 : 0     |            |                      |                 |                                  |                                       |                |          |
| 11                                                                     | 09/11/2001 | Madrid               | Terre (int.)    | Els Callens Kim Clijsters        | Rachel McQuillan Alicia Molik         | 6-4, 6-2       | Parcours |
|                                                                        |            |                      |                 |                                  |                                       |                |          |
| 2001 - Round robin (groupe mondial) - Espagne - Belgique - 0 : 3       |            |                      |                 |                                  |                                       |                |          |
| 12                                                                     | 10/11/2001 | Madrid               | Terre (int.)    | Els Callens Laurence Courtois    | Gala León García Virginia Ruano       | 4-6, 6-3, 7-5  | Parcours |
|                                                                        |            |                      |                 |                                  |                                       |                |          |
| 2001 - Finale (groupe mondial) - Belgique - Russie - 2 : 1             |            |                      |                 |                                  |                                       |                |          |
| 13                                                                     | 07/11/2001 | Madrid               | Terre (int.)    | Elena Likhovtseva Nadia Petrova  | Els Callens Laurence Courtois         | 7-5, 7-62      | Parcours |
|                                                                        |            |                      |                 |                                  |                                       |                |          |
| 2002 - 1er tour (groupe mondial) - Belgique - Australie - 3 : 1        |            |                      |                 |                                  |                                       |                |          |
| 14                                                                     | 27/04/2002 | Bruxelles            | Terre (int.)    | Nicole Pratt                     | Els Callens                           | 6-2, 6-4       | Parcours |
| 14                                                                     | 27/04/2002 | Bruxelles            | Terre (int.)    | Nicole Pratt Rennae Stubbs       | Els Callens Laurence Courtois         | 7-62, ab.      | Parcours |
|                                                                        |            |                      |                 |                                  |                                       |                |          |
| 2002 - 1/4 de finale (groupe mondial) - Italie - Belgique - 4 : 1      |            |                      |                 |                                  |                                       |                |          |
| 15                                                                     | 20/07/2002 | Bologne              | Terre (ext.)    | Els Callens                      | Rita Grande                           | 6-2, 6-1       | Parcours |
| 15                                                                     | 20/07/2002 | Bologne              | Terre (ext.)    | Silvia Farina                    | Els Callens                           | 6-2, 7-64      | Parcours |
|                                                                        |            |                      |                 |                                  |                                       |                |          |
| 2003 - 1er tour (groupe mondial) - Belgique - Autriche - 5 : 0         |            |                      |                 |                                  |                                       |                |          |
| 16                                                                     | 26/04/2003 | Bree                 | Terre (int.)    | Els Callens                      | Evelyn Fauth                          | 7-60, 6-2      | Parcours |
| 16                                                                     | 26/04/2003 | Bree                 | Terre (int.)    | Els Callens Kim Clijsters        | Sybille Bammer Yvonne Meusburger      | 6-2, 6-2       | Parcours |
|                                                                        |            |                      |                 |                                  |                                       |                |          |
| 2003 - 1/4 de finale (groupe mondial) - Belgique - Slovaquie - 5 : 0   |            |                      |                 |                                  |                                       |                |          |
| 17                                                                     | 19/07/2003 | Charleroi            | Dur (int.)      | Els Callens Caroline Maes        | Jarmila Gajdošová Ľubomíra Kurhajcová | 6-4, 7-5       | Parcours |
|                                                                        |            |                      |                 |                                  |                                       |                |          |
| 2003 - 1/2 finale (groupe mondial) - États-Unis - Belgique - 4 : 1     |            |                      |                 |                                  |                                       |                |          |
| 18                                                                     | 19/11/2003 | Moscou               | Moquette (int.) | Lisa Raymond                     | Els Callens                           | 6-2, 6-1       | Parcours |
| 18                                                                     | 19/11/2003 | Moscou               | Moquette (int.) | Els Callens                      | Meghann Shaughnessy                   | 6-3, 7-65      | Parcours |
|                                                                        |            |                      |                 |                                  |                                       |                |          |
| 2004 - 1er tour (groupe mondial) - Belgique - Croatie - 3 : 2          |            |                      |                 |                                  |                                       |                |          |
| 19                                                                     | 24/04/2004 | Bree                 | Terre (int.)    | Els Callens                      | Jelena Kostanić                       | 6-2, 3-6, 6-4  | Parcours |
|                                                                        |            |                      |                 |                                  |                                       |                |          |
| 2004 - 1/4 de finale (groupe mondial) - Espagne - Belgique - 3 : 2     |            |                      |                 |                                  |                                       |                |          |
| 20                                                                     | 10/07/2004 | Jerez de la Frontera | Terre (ext.)    | Els Callens                      | Virginia Ruano                        | 2-6, 6-4, 11-9 | Parcours |
| 20                                                                     | 10/07/2004 | Jerez de la Frontera | Terre (ext.)    | Anabel Medina                    | Els Callens                           | 6-4, 6-0       | Parcours |
| 20                                                                     | 10/07/2004 | Jerez de la Frontera | Terre (ext.)    | Anabel Medina Virginia Ruano     | Els Callens Kirsten Flipkens          | 6-3, 6-2       | Parcours |
|                                                                        |            |                      |                 |                                  |                                       |                |          |
| 2005 - 1/4 de finale (groupe mondial) - États-Unis - Belgique - 5 : 0  |            |                      |                 |                                  |                                       |                |          |
| 21                                                                     | 23/04/2005 | Delray Beach         | Dur (ext.)      | Venus Williams                   | Els Callens                           | 6-2, 6-2       | Parcours |
| 21                                                                     | 23/04/2005 | Delray Beach         | Dur (ext.)      | Lindsay Davenport                | Els Callens                           | 6-4, 6-0       | Parcours |
|                                                                        |            |                      |                 |                                  |                                       |                |          |
| 2005 - Barrage (groupe mondial I) - Belgique - Argentine - 3 : 2       |            |                      |                 |                                  |                                       |                |          |
| 22                                                                     | 09/07/2005 | Bree                 | Dur (ext.)      | Gisela Dulko                     | Els Callens                           | 6-1, 6-3       | Parcours |
| 22                                                                     | 09/07/2005 | Bree                 | Dur (ext.)      | Els Callens Kim Clijsters        | Mariana Díaz-Oliva Gisela Dulko       | 6-4, 3-6, 7-5  | Parcours |

## Classements WTA en fin de saison

### En simple
| Année | 1990 | 1991 | 1992 | 1993 | 1994 | 1995 | 1996 | 1997 | 1998 | 1999 | 2000 | 2001 | 2002 | 2003 | 2004 | 2005 |
| Rang  | 340  | 173  | 266  | 189  | 130  | 84   | 51   | 104  | 94   | 81   | 107  | 160  | 67   | 74   | 122  | 221  |

Source : (en) « Classements de Els Callens », sur le site officiel du WTA Tour

### En double
| Année | 1990 | 1991 | 1992 | 1993 | 1994 | 1995 | 1996 | 1997 | 1998 | 1999 | 2000 | 2001 | 2002 | 2003 | 2004 | 2005 | 2006 | 2007 | 2008 | 2009 | 2010 | 2011 |
| Rang  | 238  | 236  | 203  | 250  | 222  | 50   | 45   | 53   | 43   | 74   | 15   | 16   | 34   | 29   | 45   | 78   | -    | -    | -    | -    | -    | 788  |

Source : (en) « Classements de Els Callens », sur le site officiel du WTA Tour